# Christian Standhardinger
Christian Karl Standhardinger (* 4. Juli 1989 in München) ist ein deutsch-philippinischer Basketballspieler.

## Karriere
Standhardinger, der Sohn einer philippinischen Mutter und eines deutschen Vaters, begann in seiner Heimatstadt München im Alter von zwölf Jahren mit dem Basketball, sein erster Verein war der DJK Sportbund München, ehe er 2006 an das Schelklinger Urspringschule wechselte. Dort spielte er für die TSG Ehingen in der drittklassigen Pro B, für die SG Urspringschule/Schelklingen in der Oberliga sowie in der Nachwuchs-Basketball-Bundesliga (NBBL). 2007 wurde er mit Urspring in der NBBL-Premierensaison deutscher U19-Meister, Standhardinger erzielte im Endspiel 37 Punkte. 2008 wurde der Gewinn des Meistertitels wiederholt, Standhardinger erhielt die Auszeichnung als bester Spieler der NBBL-Saison 2007/08.
2009 wechselte er als vielversprechendes Talent zum Studium und zur spielerischen Weiterentwicklung in die Vereinigten Staaten. Nachdem sich seine Erwartungen an der University of Nebraska-Lincoln in der Big Ten Conference der NCAA Division I nicht völlig erfüllten, wechselte er nach zwei Jahren die Hochschule. Sein ursprünglich geplanter Wechsel an die La Salle University in Philadelphia zerschlug sich, so dass er schließlich an die University of Hawaiʻi at Mānoa wechselte, wo er wegen der Regularien der NCAA nach dem Hochschulwechsel ein Jahr von Meisterschaftsspielen aussetzen musste (redshirted).
Im Sommer 2014 verließ Standardhinger die Universität und bot sich verschiedenen Vereinen in Europa an. Letztendlich erhielt er im September 2014 einen Vertrag beim Mitteldeutschen BC aus der Basketball-Bundesliga. Beim MBC etablierte sich Standhardinger als Leistungsträger in der Bundesliga. Nach einem Jahr konnte er sich jedoch mit dem MBC nicht auf einen weiteren Vertrag einigen und verließ den Club wieder.
Standhardinger wechselte zur Saison 2015/16 in die zweitklassige ProA und schloss sich dem SC Rasta Vechta an. In seinem ersten Jahr stieg er mit den Niedersachsen in die 1. Basketball-Bundesliga auf und gleich wieder ab. Zum Spieljahr 2017/18 wechselte er zu den Hong Kong Eastern Long Lions in die frühere britische Kolonie. Nach dem Ende der dortigen Spielzeit ging Standhardinger zum philippinischen Klub San Miguel Beermen. Mit der Mannschaft erreichte er 2018 die Finalserie des PBA Commissioner’s Cup, unterlag dort aber. Im Mai 2019 gewann er mit der Mannschaft die philippinische Meisterschaft. Er gewann mit San Miguel zudem im August 2019 den PBA Commissioner’s Cup. San Miguel gab ihn Mitte Oktober 2019 im Tausch gegen den Spieler Moala Tautuaa an die Mannschaft NorthPort Batang Pier ab. Im März 2021 wurde Standhardinger an die Mannschaft Barangay Ginebra abgegeben, für die er bis Ende Mai 2024 spielte.

### Nationalmannschaft
Im Sommer 2017 gab Standhardinger seinen Einstand in der philippinischen Nationalmannschaft und gewann mit ihr die Goldmedaille bei den Südostasien-Spielen. Im Juniorenalter hatte er für die Auswahlen des Deutschen Basketball-Bundes Länderspiele bestritten. Mit den Philippinen nahm er ebenfalls an der Qualifikation für die Weltmeisterschaft 2019 teil. 2019 und 2023 gewann Standhardinger abermals die Südostasien-Spiele, im Mai 2023 gab er seinen Rücktritt aus der philippinischen Nationalmannschaft bekannt.

## Erfolge
- Pro B – Nachwuchsspieler des Monats November (2007)[24]
- Pro B – Nachwuchsspieler des Monats November (2008)
- Pro B – Spieler des Monats Januar (2009)[25]
- NBBL – Spieler des Jahres (2008)[26]
- Deutscher U20-Nationalspieler
- Philippinischer A-Nationalspieler
- Goldmedaille bei den Südostasien-Spielen 2017, 2019, 2023
- Philippinischer Meister 2019
- Sieger des PBA Commissioner’s Cup 2019

## Familie
Christian Standhardinger ist der Sohn von Elizabeth, einer gebürtigen Philippinerin, und Gunter Standhardinger. Seine ein Jahr jüngeren Zwillingsschwestern Kathrin und Kristin wechselten 2009 ebenfalls in die USA und spielten später Volleyball beim SV Lohhof.